# Paul Honoré
Paul Honoré (født 9. december 1919 på Frederiksberg, død 12. februar 2012) var en dansk forfatter, præst og debattør og tidligere sognepræst i Sorø Klosterkirke.
Paul Honoré voksede som provstesøn op i Fredericia. Han blev som nyuddannet teolog fra Københavns Universitet i 1945 sekretær i Danmarks Kristelige Gymnasiastbevægelse og 1956-1960 var landsformand. Efter nogle år (1950-1953) som præst i Dalum ved Odense og fra 1953 i Højby flyttede han i 1959 til embedet som sognepræst i Sorø Klosterkirke. Her blev han samtidig landsformand for Folkeligt Oplysningsforbund. I 1973 overtog han stillingen som forstander og førstepræst for Kolonien Filadelfia i Dianalund. Otte år senere flyttede han til posten som generalsekretær for De samvirkende Menighedsplejer i København, et job han bestred til sin pensionering i 1987.
Paul Honoré var i 1990'erne en af de første til at kæmpe for homoseksuelles rettigheder i folkekirken.
I 1948 giftede han sig med nordmanden, Ragnhild Bjorner.
Paul Honoré døde 12 februar 2012 og blev begravet 24 februar 2012 i Sorø Klosterkirke